# アイントラハト・フランクフルト・フラウエン
アイントラハト・フランクフルト・フラウエン（独: Eintracht Frankfurt Frauen）は、ドイツのヘッセン州フランクフルトのプラウンハイムを本拠地とする女子サッカークラブである。女子ブンデスリーガ所属。

## 概要
ドイツ国内大会及びUEFA主催大会において、数多くのタイトルを獲得している。特にUEFA女子チャンピオンズリーグでは4回（2001-02年度、2005-06年度、2007-08年度、2014-15年度）優勝し、さらに2003-04年度と2011-12年度も決勝戦に進出している。
ペトラ・ヴィンベルスキ、ケルスティン・ガーレフレケス、ビルギット・プリンツなど、ドイツ代表選手を多く抱えたクラブでもあった。
なお、女子ブンデスリーガ2部の南ブロックに2軍チーム(1. FFC Frankfurt II)が所属している。

## タイトル

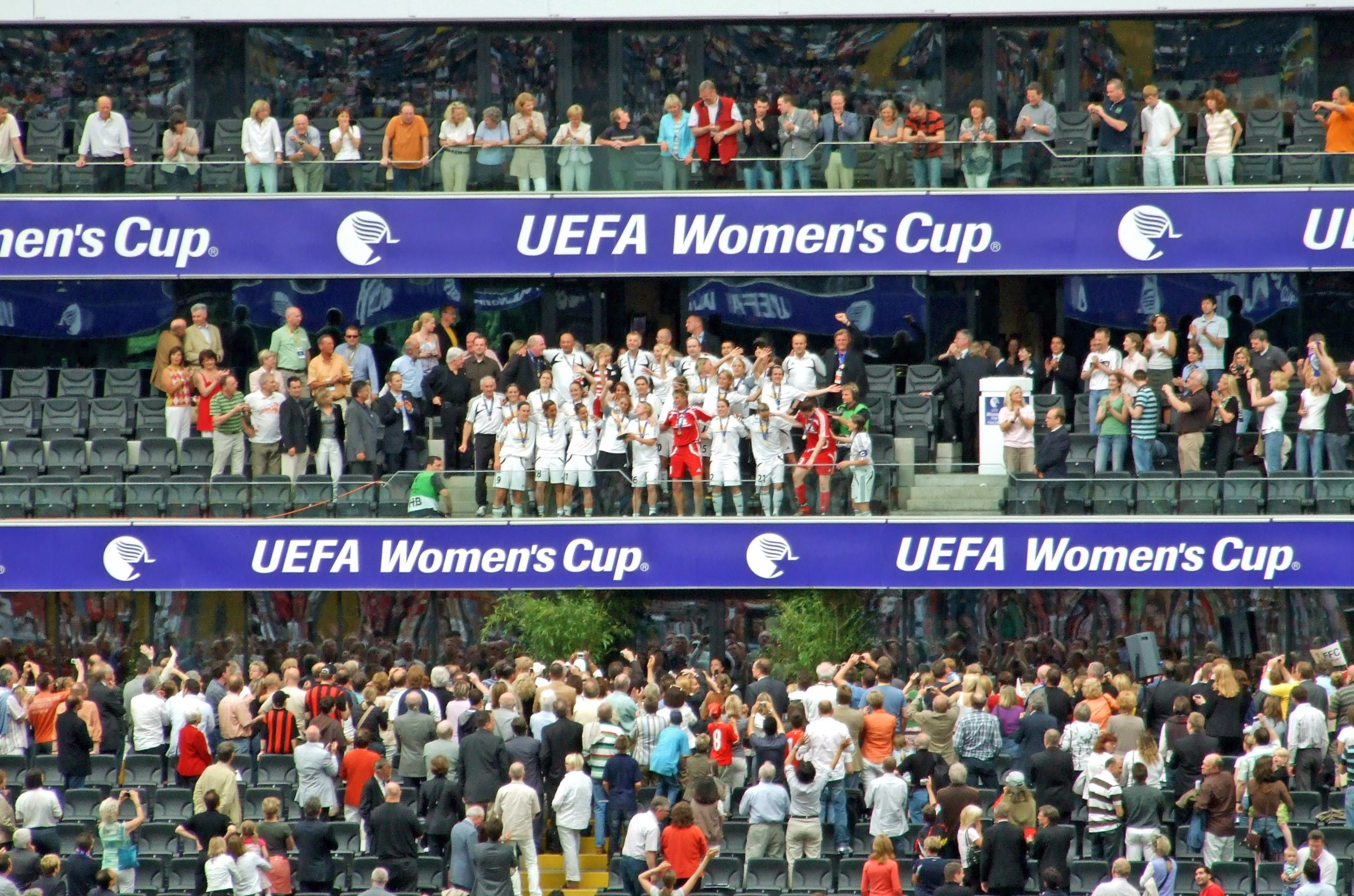
UEFA女子カップを掲げる選手達（2008年）

### 国内タイトル
- ブンデスリーガ: 7回
  - 1998-99, 2000-01, 2001-02, 2002-03, 2004-05, 2006-07, 2007-08
- 女子DFBポカール: 9回 
  - 1999, 2000, 2001, 2002, 2003, 2007, 2008, 2011, 2014
- 女子DFBハレンポカール: 7回 
  - 1997, 1998, 1999, 2002, 2006, 2007, 2012

### 国際タイトル
- UEFA女子チャンピオンズリーグ : 4回
  - 2001–02, 2005–06, 2007–08, 2014-15

## 現所属選手
2024年2月10日現在
注：選手の国籍表記はFIFAの定めた代表資格ルールに基づく。
| No. | Pos. |              | 選手名                       |
| --- | ---- | ------------ | ---------------------------- |
| 1   | GK   | ドイツ       | シュティナ・ヨハンネス       |
| 4   | DF   | ドイツ       | ゾフィア・クラインエルネ     |
|     |      |              |                              |
|     |      |              |                              |
| 7   | FW   | スロベニア   | ララ・プラシュニカル         |
| 8   | MF   | ドイツ       | リザンネ・グレーヴェ         |
| 9   | FW   | ドイツ       | シェキーラ・マルティネス     |
| 10  | FW   | ドイツ       | ラウラ・フライガング         |
| 11  | MF   | ドイツ       | ヨンナ・ブレンゲル           |
| 13  | DF   | オーストリア | ヴィルジニア・キルヒベルガー |
| 14  | FW   | スイス       | ジェラルディネ・ロイテラー   |
| 15  | FW   | 日本         | 千葉玲海菜                   |
| 17  | MF   | ドイツ       | ピア=ゾフィー・ヴォルター    |

| No. | Pos. |              | 選手名                 |
| --- | ---- | ------------ | ---------------------- |
| 18  | DF   | オーストリア | フェレナ・ハンショー   |
| 19  | FW   | ドイツ       | ニコレ・アニョミ       |
| 20  | MF   | ドイツ       | イライダ・アチックゲス |
| 21  | GK   | ドイツ       | ハンナ・ヨハン         |
| 22  | DF   | スイス       | ナディネ・リーゼン     |
| 23  | DF   | ドイツ       | ザラ・ドールゾーン     |
| 24  | DF   | ドイツ       | アンナ・エーリンク     |
| 25  | DF   | ドイツ       | イェラ・ファイト       |
| 26  | GK   | ドイツ       | カーラ・ベースル       |
| 27  | MF   | ドイツ       | ゾフィー・ナハチガル   |
| 28  | MF   | オーストリア | バーバラ・ドゥンスト   |
| 29  | DF   | ドイツ       | ディララ・アチクゲッツ |
| 31  | MF   | ポーランド   | タニャ・パウォレック   |

## 在籍歴のある選手

### GK
- ナディネ・アンゲラー 2009-2013

### DF
- 山木里恵 1999-2002
- 熊谷紗希 2011-2013
- ザスキア・バルトゥジアク 2005-2017

### MF
- ジェニファー・マロジャン 2009-2016
- 安藤梢 2013-2015
- 田中明日菜 2013-2014
- ジャキー・フルーネン 2015-2019

### FW
- ビルギット・プリンツ 1998-2002, 2002-2011
- 永里優季 2015-2017
- 横山久美 2017-2018
- 千葉玲海菜 2024-